# Greg Van Avermaet
Greg Van Avermaet, född 17 maj 1985 i Lokeren, är en belgisk professionell cyklist. Sedan säsongen 2011 tävlar han för UCI World Tour-laget BMC Racing Team. Van Avermaet inriktar sig på endagslopp och är en klassikerspecialist.
2008 vann Van Avermaet en etapp och poängtävlingen i etapploppet Vuelta a España. Under Tour de France 2015 vann Van Avermaet tillsammans med sitt BMC Racing Team den nionde etappen, ett lagtempolopp. Van Avermaet vann själv den trettonde etappen före slovaken Peter Sagan. I februari 2016 vann han endagsloppet Omloop Het Nieuwsblad, innan han något överraskande vann etapploppet Tirreno–Adriatico senare under våren. 2016 vann han linjeloppet vid OS i Rio. Den 9 april 2017 vann han Paris–Roubaix.